# Ondina anceps
Ondina anceps is een slakkensoort uit de familie van de Pyramidellidae. De wetenschappelijke naam van de soort is voor het eerst geldig gepubliceerd in 1992 door Gaglini.